# バヤ (潜水艦)
バヤ (USS Baya, SS/AGSS-318) は、アメリカ海軍の潜水艦。バラオ級潜水艦の一隻。艦名はスペイン語で「鹿毛馬」を表し、ハタ科の大魚ガルフ・グルーパーのスペイン語名にちなんで命名された。

## 艦歴
バヤは1943年4月8日にコネチカット州グロトンのエレクトリック・ボート社で起工した。1944年1月2日にC・C・カークパトリック少佐の夫人によって命名、進水し、5月20日に艦長アーノルド・H・ホルツ中佐（アナポリス1931年組）の指揮下就役する。就役後の8月に真珠湾に到着する。

### 第1、第2の哨戒 1944年8月 - 1945年1月

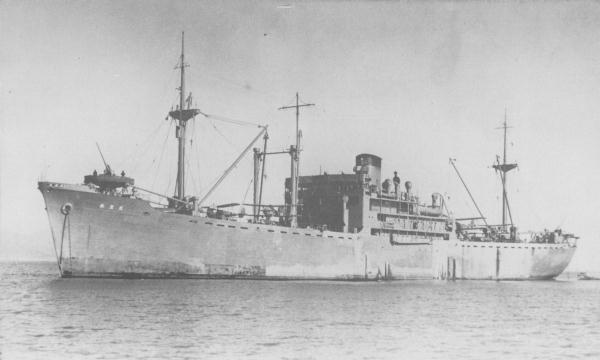
衣笠丸（1938年）

8月23日、バヤは最初の哨戒でフィリピン近海に向かった。途中、フィリピン各地に対する空襲を実施する第38任務部隊（マーク・ミッチャー中将）への支援を命じられた。この支援にはバヤを含む10隻の潜水艦が従事し、フィリピンとパラオの間に日本海軍が採用したような二重の散開線を構成して配備された。この散開線は俗に「ハルゼー大将の動物園」（あるいは単に Zoo ）と呼ばれたが効果は全くなく、以後の作戦で二度と採用されることはなかった。「動物園」に参加したバヤ以下の潜水艦は、任務終了後ルソン海峡方面に移った。バヤも南シナ海に転じて哨戒を続けた。10月7日、バヤは北緯14度37分 東経115度55分 / 北緯14.617度 東経115.917度の地点でヒ77船団を発見。僚艦「ホークビル」 (USS Hawkbill, SS-366)と協力して特設運送艦衣笠丸（大阪商船、8,407トン）を撃沈した。10月22日、バヤは57日間の行動を終えてフリーマントルに帰投した。
11月14日、バヤは2回目の哨戒で南シナ海に向かった。12月27日に輸送船団に対して攻撃を行い、2つの命中音を聴取した。この哨戒では戦果を挙げることはなかったと判断された。1945年1月12日、バヤは55日間の行動を終えてフリーマントルに帰投。艦長がベンジャミン・C・ジャーヴィス（アナポリス1939年組）に代わった。

### 第3、第4、第5の哨戒 1945年2月 - 7月
2月10日、バヤは3回目の哨戒で南シナ海に向かった。3月4日、バヤは北緯12度52分 東経109度30分 / 北緯12.867度 東経109.500度のインドシナ半島バレラ岬沖で輸送船団を発見した。これは南号作戦参加のヒ98船団で、タンカー2隻と海防艦4隻で構成されていた。バヤはタンカー2隻を一挙に撃沈すべく船団右後方から魚雷を発射。2本は良栄丸（日東汽船、10,016トン）に向かっていったが回避され、陸岸に命中して爆発。残り4本はぱれんばん丸（三菱汽船、5,236トン）の機関部と船体中央部に全て命中。ぱれんばん丸は大爆発を起こし炎上し。船尾が海底に着いた状態で轟沈した。バヤはこの後も同海域で哨戒を続け、3月21日には 北緯11度18分 東経108度57分 / 北緯11.300度 東経108.950度の地点で南号作戦参加のヒ88i 船団を発見。折から飛来したB-25の大群と呼応して船団を攻撃し、バヤは特設駆潜艇開南丸（台湾総督府、524トン）を撃沈した。この時、護衛の「第9号駆潜艇」が反撃し、爆雷を21発投下してバヤを深度81メートルの位置まで吹き飛ばした。ジャイロコンパスが狂い、各種バルブが緩んだものの、「バヤ」は致命傷は受けずに済んだ。3月27日、バヤは46日間の行動を終えてスービック湾に帰投した。
4月20日、バヤは4回目の哨戒で南シナ海、タイランド湾およびジャワ海方面に向かった。5月2日、バヤはタイランド湾にタンカー1隻と護衛艦3隻で構成された船団を発見したことを、付近にいた僚艦「ラガート」 (USS Lagarto, SS-371)に伝えた。バヤは「ラガート」ともに船団を攻撃したが、護衛艦の反撃で撃退された。バヤと「ラガート」は会合し、翌5月3日の日の出頃に改めて攻撃することとした上で、バヤが船団から距離を置いて追跡し、「ラガート」が潜航しながら船団の懐に入り込む戦法が採用された。バヤは5月3日から4日にかけて何度も船団に接近して攻撃を仕掛けたが、反撃のために一指も触ることが出来なかった。おまけに、「ラガート」とは3日の交信を最後に音信不通となっており、後日「ラガート」は喪失を宣告された。バヤは南下して獲物を求め、5月13日に南緯06度31分 東経111度19分 / 南緯6.517度 東経111.317度の地点で小船団を攻撃し、タンカー洋制丸（拿捕船、元オランダ船ヨセイット/飯野海運委託、2,594トン）を撃沈した。5月18日、バヤは28日間の行動を終えてフリーマントルに帰投した。
6月14日、バヤは5回目の哨戒でジャワ海および南シナ海方面に向かった。7月16日、バヤは南緯05度48分 東経115度53分 / 南緯5.800度 東経115.883度の地点で、この時点でこの方面に残された数少ない日本艦艇である水雷艇雁を撃沈した。7月31日、バヤは41日間の行動を終えてスービック湾に帰投した。
バヤは第二次世界大戦の戦功で4個の従軍星章を受章した。また、合計8,855トンに上る4隻の日本船を単独で撃沈し、前述のように衣笠丸撃沈で2分の1隻、4,204トンの共同戦果を挙げた。

### 戦後

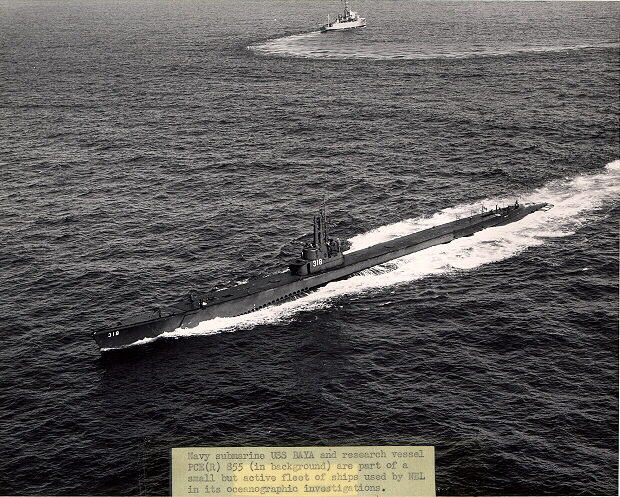
海軍電子工学研究所での任務中のバヤ

バヤは1945年9月にスービック湾を出航、9月24日にサンフランシスコに到着した。その後まもなく不活性化のオーバーホールに入った後、1946年5月14日にメア・アイランド海軍造船所で予備役となった。バヤは1948年2月10日に再就役し、電子機材実験潜水艦に転換され、カリフォルニア州サンディエゴのアメリカ海軍電子工学研究所の実験をサンディエゴ沖で行った。また、1948年11月および12月にはカナダ西部で科学的データを収集するためカナダ軍との合同調査を行っている。1949年7月から9月にかけて北極への巡航を行い、ベーリング海、チュクチ海で貴重な科学的データを収集した。1949年8月12日に AGSS-318 （補助潜水艦）に艦種変更され、1955年7月から10月にかけては、真珠湾でさらなる実験的研究上の展開を行った。
1958年から1959年にかけて、LORAD（実験長距離ソナー）の実験を行うため、バヤはメア・アイランド海軍工廠で大改修が行われた。前方魚雷発射管は撤去され、艦首は円形の底部にマッシュルーム型錨を装着したものに交換された。前部魚雷室とバッテリー室の間に23フィートのセクションが挿入され、12人の科学者が乗り込む部屋が作成された。これらの改修により全長は330フィートに延長され、潜水時の排水量は2,600トンに増加した。また、最高速は10.5ノットまで低下した。
バヤは1972年10月30日に退役、同日除籍された。1973年10月12日にスクラップとして売却された。